# Pipidae

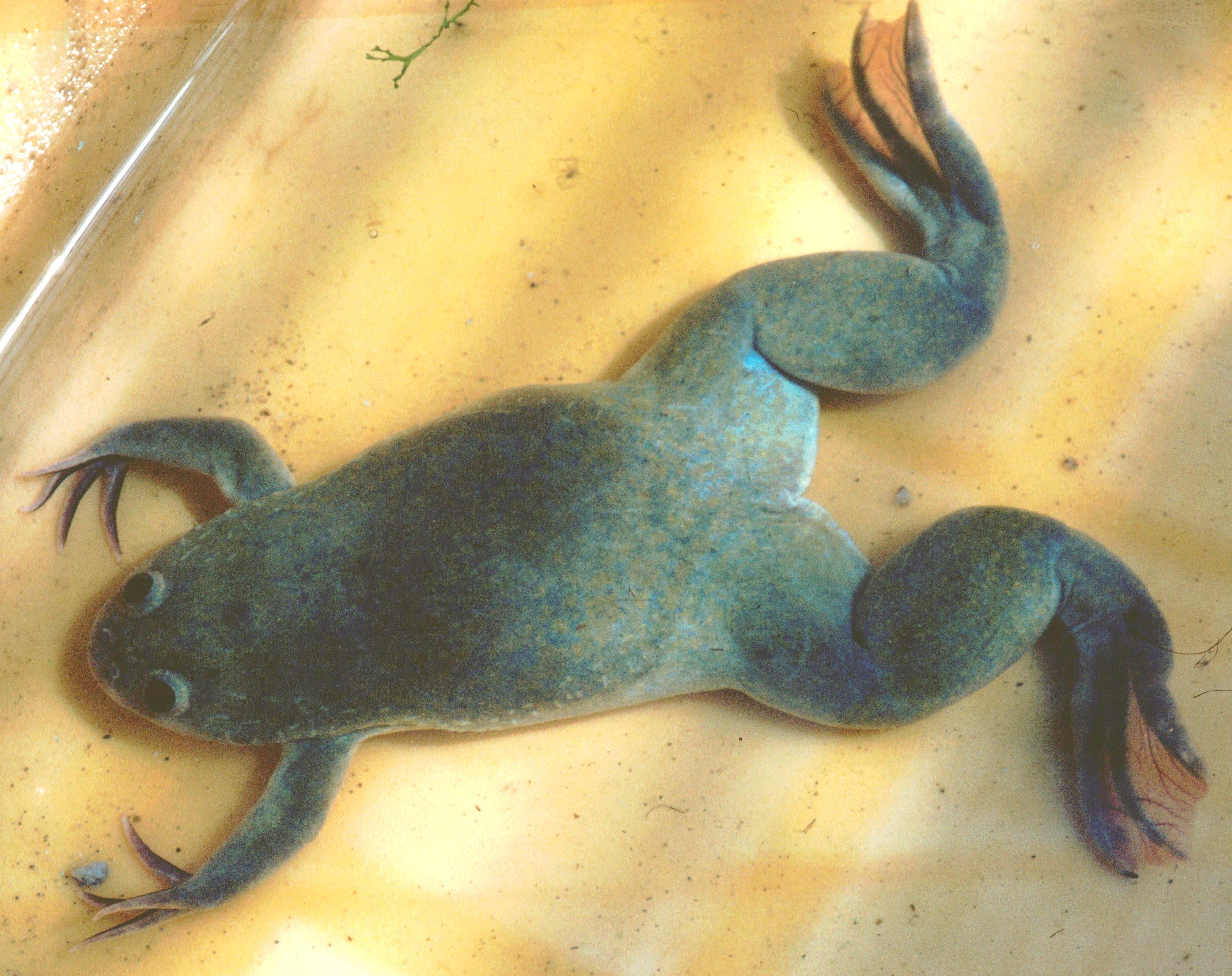
Xenopus laevis

I Pipidi (Pipidae Gray, 1825) sono una famiglia di anfibi dell'ordine degli Anuri. Sono gli unici anuri aglossi (cioè sprovvisti di lingua).

## Tassonomia
Comprende 41 specie raggruppate in 4 generi:
- Genere: Hymenochirus  Boulenger, 1896
  - Hymenochirus boettgeri  (Tornier, 1896)
  - Hymenochirus boulengeri  De Witte, 1930
  - Hymenochirus curtipes  Noble, 1924
  - Hymenochirus feae  Boulenger, 1906
- Genere: Pipa  Laurenti, 1768
  - Pipa arrabali  Izecksohn, 1976
  - Pipa aspera  Müller, 1924
  - Pipa carvalhoi  (Miranda-Ribeiro, 1937)
  - Pipa myersi  Trueb, 1984
  - Pipa parva  Ruthven and Gaige, 1923
  - Pipa pipa  (Linnaeus, 1758)
  - Pipa snethlageae  Müller, 1914
- Genere: Pseudhymenochirus  Chabanaud, 1920
  - Pseudhymenochirus merlini  Chabanaud, 1920
- Genere: Xenopus  Wagler, 1827
  - Xenopus allofraseri  Evans, Carter, Greenbaum, Gvoždík, Kelley, McLaughlin, Pauwels, Portik, Stanley, Tinsley, Tobias, and Blackburn, 2015
  - Xenopus amieti  Kobel, du Pasquier, Fischberg, and Gloor, 1980
  - Xenopus andrei  Loumont, 1983
  - Xenopus borealis  Parker, 1936
  - Xenopus boumbaensis  Loumont, 1983
  - Xenopus calcaratus  Peters, 1875
  - Xenopus clivii  Peracca, 1898
  - Xenopus epitropicalis Fischberg, Colombelli, and Picard, 1982 (prima della revisione tassonomica sotto il genere Silurana, ora sinonimo del genere Xenopus)[2]
  - Xenopus eysoole  Evans, Carter, Greenbaum, Gvoždík, Kelley, McLaughlin, Pauwels, Portik, Stanley, Tinsley, Tobias, and Blackburn, 2015
  - Xenopus fischbergi  Evans, Carter, Greenbaum, Gvoždík, Kelley, McLaughlin, Pauwels, Portik, Stanley, Tinsley, Tobias, and Blackburn, 2015
  - Xenopus fraseri  Boulenger, 1905
  - Xenopus gilli  Rose and Hewitt, 1927
  - Xenopus itombwensis Evans, Carter, Tobias, Kelley, Hanner, and Tinsley, 2008
  - Xenopus kobeli  Evans, Carter, Greenbaum, Gvoždík, Kelley, McLaughlin, Pauwels, Portik, Stanley, Tinsley, Tobias, and Blackburn, 2015
  - Xenopus laevis  (Daudin, 1802)
  - Xenopus largeni  Tinsley, 1995
  - Xenopus lenduensis Evans, Greenbaum, Kusamba, Carter, Tobias, Mendel, and Kelley, 2011
  - Xenopus longipes  Loumont and Kobel, 1991
  - Xenopus mellotropicalis  Evans, Carter, Greenbaum, Gvoždík, Kelley, McLaughlin, Pauwels, Portik, Stanley, Tinsley, Tobias, and Blackburn, 2015
  - Xenopus muelleri  (Peters, 1844)
  - Xenopus parafraseri  Evans, Carter, Greenbaum, Gvoždík, Kelley, McLaughlin, Pauwels, Portik, Stanley, Tinsley, Tobias, and Blackburn, 2015
  - Xenopus petersii  Bocage, 1895
  - Xenopus poweri  Hewitt, 1927
  - Xenopus pygmaeus  Loumont, 1986
  - Xenopus ruwenzoriensis  Tymowska and Fischberg, 1973
  - Xenopus tropicalis (Gray, 1864) (prima della revisione tassonomica sotto il genere Silurana, ora sinonimo del genere Xenopus)[2]
  - Xenopus vestitus  Laurent, 1972
  - Xenopus victorianus  Ahl, 1924
  - Xenopus wittei  Tinsley, Kobel, and Fischberg, 1979

## Descrizione
In generale, essi hanno un corpo liscio, particolarmente viscoso e tozzo, possiedono una gola larga e dita con appendici a stella che servono per aiutarsi a ingerire il cibo. Le dimensioni variano da meno di 4 cm fino ai 15-20 cm del genere Pipa.
Gli occhi sono rivolti verso l'alto, dato la loro vita acquatica.

## Sviluppo
I Pipidi sono anfibi che per svilupparsi subiscono una serie di metamorfosi: le uova vengono deposte in ammassi dentro l'acqua, in numero variabile; l'embrione prende forma all'interno dell'uovo e poi esce la larva dall'uovo; dopo una settimana circa la larva si trasforma in girino, sviluppando coda, occhi e narici.
Alla fine della metamorfosi il girino si trasforma in rana che in questa famiglia manterrà la particolarità di avere una piccola coda.

## Biologia
Le loro abitudini sono prevalentemente acquatiche e in genere vivono sui fondi fangosi o su corsi d'acqua tranquilli nutrendosi di pesci o insetti vari.

## Distribuzione

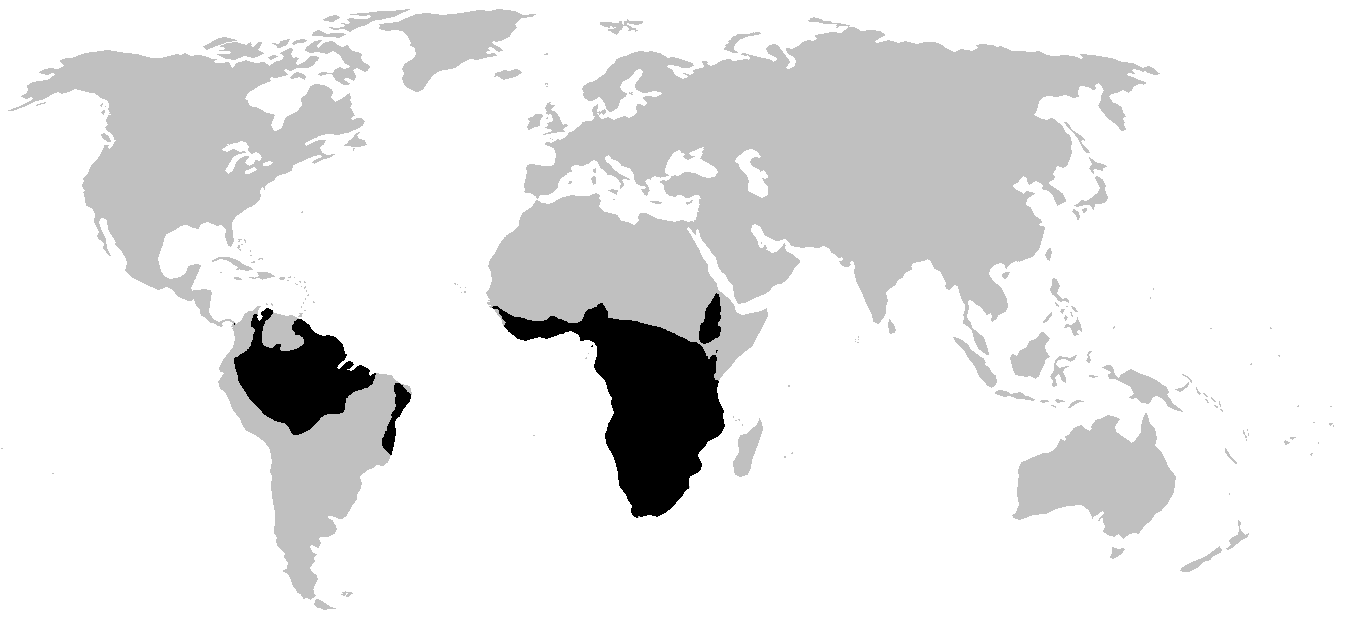
Areale

Sono diffusi nelle regioni tropicali dell'Africa e dell'America meridionale.